# Viktor Babariko
Viktor Dmitrijevitsj Babariko (Wit-Russisch: Віктар Дзмітрыевіч Бабарыка) (Minsk, 9 november 1963) is een Wit-Russisch bankdirecteur en politicus.
Babariko is afgestudeerd aan de Wit-Russische Staatsuniversiteit en werkt sinds 1995 in de financiële sector. Jarenlang was hij voorzitter van de raad van bestuur van Belgazprombank, de Wit-Russische tak van de zakenbank van het Russische gasbedrijf Gazprom. Hij werd beschouwd als een veelbelovende kandidaat voor de Wit-Russische presidentsverkiezingen van 2020.
Op 18 juni 2020 werden hij en zijn zoon Eduard, die aan het hoofd stond van zijn electorale staf, gearresteerd. Ze werden beschuldigd van witwassen en belastingontduiking. 
Vanwege de strafprocedure werd Babariko niet toegelaten door de Wit-Russische kiescommissie. In zijn plaats ging Maria Kolesnikova de verkiezingscampagne in. Zij was een van de vrouwen naast Svetlana Tichanovskaja. Op 7 september 2020 werd ook zij gearresteerd.
Op 6 juli 2021 werd Babariko door het Hooggerechtshof van Minsk veroordeeld tot 14 jaar gevangenisstraf op beschuldiging van witwassen, omkoping en belastingontduiking. Amnesty International heeft Viktor en Eduard Babariko geclassificeerd als gewetensgevangenen.